# Менсплейнинг
Менспле́йнинг (англ. mansplaining) — термин, означающий комментирование или объяснение чего-либо мужчиной снисходительным, самоуверенным и часто неточным или чрезмерно упрощённым образом, причём, как правило, женщине, которая и сама разбирается в этой тематике.
При этом мужчина сам может иметь неполные знания в обсуждаемой теме. Используя подобную манеру, мужчина ставит под вопрос осведомлённость женщины. Однако в английском языке данный термин стали использовать более широко, часто применяя, когда мужчина снисходительно объясняет кому-либо, независимо от возраста или пола предполагаемых собеседников. Слово образовано в результате контаминации слов man (англ. «мужчина») и explaining (англ. «объяснение»).

## Значение
Менсплейнинг означает неуважительное или снисходительное отношение мужчины к женщине, которое связано с предположением о некомпетентности женщины в теме. Этот термин употребляется в ситуациях, в которых мужчина заранее предполагает невозможность понимания вопроса или проблемы со стороны женщины. Слово также употребляется в ситуациях, в которых мужчина ведёт разговор с целью самовозвеличения, желая показать, что он разбирается в теме лучше, чем женщина.
Менсплейнинг напрямую связан с гендерной проблематикой, основанной на сексистских предположениях, что мужчина обычно более осведомлён и образован, чем женщина.

## Происхождение термина
Зарождением термина принято считать 2008 год, в котором американская журналистка и писательница Ребекка Солнит выпустила статью «Мужчины учат меня жить». Статья была опубликована в Los Angeles Times 13 апреля 2008 года. Однако слово «менсплейнинг» не было употреблено в материале Солнит. Поэтому писательница, вопреки распространённому мнению, не является автором этого термина.
Солнит, не употребляя напрямую слово «менсплейнинг», описывает «подавление» женщин, которое является нарушением женской свободы. Писательница возмущена тем, что мужчины считают, что они во всём правы. Они всегда «знают лучше», и неважно, о чём говорит женщина. Это явление Солнит и описала как «что-то, о чём знает каждая женщина».
В книге Солнит рассказывает историю о мужчине, с которым она познакомилась на одной вечеринке. Мужчина сказал, что он знает, что Солнит является писательницей и что она уже издала несколько книг. Солнит начала рассказывать собеседнику о своей последней работе, которая была посвящена Эдварду Майбриджу. Но мужчина прервал Солнит и спросил, слышала ли она о книге про фотографа Майбриджа, вышедшей в этом году. Он не осознавал, что эту книгу написала сама Солнит и что она рассказывала об этом некоторое время назад.
В 2014 году Ребекка Солнит выпустила книгу «Мужчины учат меня жить», которая была названа «краеугольным камнем феминистского движения». «Мужчины учат меня жить» состоит из семи частей, одной из которой является одноимённая статья 2008 года. Книга Солнит также посвящена предвзятому поведению мужчин во время беседы.
Сам термин «менсплейнинг» впервые появился в комментариях в сообществе LiveJournal спустя месяц после публикации статьи Солнит в 2008 году. Популярность термина постепенно росла. В основном он использовался в различных феминистских блогах.

## Использование термина
Термин «менсплейнинг» активно используется с 2010 года. Журналисты применяли это слово по отношению к республиканскому кандидату на пост президента в 2012 году Митту Ромни, губернатору Техаса Рику Перри, ведущему Лоуренсу О’Доннеллу, актёру Мэтту Деймону, музыкальному продюсеру Джимми Айовину, премьер-министру Австралии Малкольму Тернбуллу, адвокату Ральфу Нейдеру.

## Критика
Необходимость использования термина является спорной. Лесли Кинель, помощница редактора сайта xoJane.com и автора блога Two Whole Cakes («Два целых торта»), в своей статье «Почему вы никогда не услышите, как я использую термин „менсплейнинг“» (Why You’ll Never Hear Me Use the Term «Mansplain») назвала определение «предвзятым», «имеющим двойные стандарты». Журналистка считает, что подобное поведение не зависит от пола. Кинель отрицает использование термина, так как считает, что пол человека не является оправданием плохого поведения. Журналистка подтверждает свои высказывания примерами из личной жизни, говоря, что её муж зачастую рассказывает какие-то факты, о которых она и так осведомлена. Но делает он это с целью информирования, а не с целью унижения жены. Подобное поведение, считает Кинель, можно заметить у представителей обоих полов. Как пишет журналистка, ей тоже свойственны манеры, которыми обладают «менсплейнеры».
Журналистка Кэти Юнг в своей статье «Патриархат умер?» (Is The Patriarchy Dead?) назвала «менсплейнинг» термином «для тупых и высокомерных аргументов, основанных на гендере». Юнг рассказывает о редакторе и блогере Норе Каплан-Брикер, главном редакторе издания «New Republic», которую также обвинили в «менсплейнинге». Термин, как замечает Кэти Юнг, теперь употребляется и по отношению к женщинам. Этот пример показывает, что слово «менсплейнинг» постепенно утрачивает своё первоначальное значение.

## Гендерлекты
Существует множество версий о том, что мужчины и женщины часто говорят на абсолютно разных языках. Так, например, в некоторых странах в речи представителей разных полов можно заметить разную лексику, грамматику и стиль. Подобные явления называются гендерлекты. Примером могут служить гендерные различия в японском языке, в котором женщины используют особые «женские слова», мужчины — «мужские». Для «мужских» слов в японском языке характерны другие окончания. Мужская речь считается более грубой и оскорбительной. Подобные особенности можно заметить в фонетических инновациях испанского языка Аргентины, в андской разновидности испанского языка Венесуэлы, а также в диалектах Колумбии.